# Sacisaurus
Sacisaurus là một chi dinosauriformes sống vào thời kỳ Trias muộn (Carn tới Nor) tại thành hệ Caturrita của miền nam Brazil.